# Папроцкий, Брунон
Брунон Эдвард Папро́цкий (пол. Brunon Edward Paprocki) — польский архитектор, работавший в Царстве Польском, а по окончании I мировой войны в Перу, Аргентине и Парагвае.

## Биография
Окончил школу Вавельберга и Ротванда в Варшаве, а образование архитектора получил в Национальной высшей школе изящных искусств в Париже. Во время учёбы женился на Евгении Ленар.
В 1907 году вернулся в Польшу где немедленно приступил к постройке разных проектов. Одной из первых его работ стали павильоны для сельскохозяйственной выставки 1909 года в Ченстохове. В 1910 г. спроектировал торговый дом, который должен был стоять на месте Дворца Краковских епископов в Варшаве, однако проект не был реализован в целиком ради сохранения исторического памятника. В 1912 году взялся за проектирование дворца для Великого князя Михаила Александровича, брата Николая II. Проект сохранился до сего дня, однако был варварски перестроен в 1930-х годах. Также работал над проектами в России и Белоруссии. Построил собственную виллу в стиле ар-нуво в Пястуве, которую продал в 1920-м году.
Во время I мировой войны проходил службу в польских легионах в чине подполковника. Окончание войны, революция и обретение Польшей независимости застали его в Москве.
По окончании войны уехал жить в Южную Америку, где продолжил работу архитектором.

## Постройки
- Павильоны для сельскохозяйственной выставки в Ченстохове.
- Дом Великого князя Михаила Александровича в Ченстохове.[1]
- Собственная вилла в Пястуве.